# Axel Bakayoko
Pour les articles homonymes, voir Bakayoko.
Axel Bakayoko, né le 6 janvier 1998 à Paris, est un footballeur français évoluant au poste d'ailier droit au NK Tabor Sežana.

## Biographie
Il a grandi dans le quartier des Courtilières à Pantin.
Avec l'équipe de France des moins de 20 ans, il inscrit un but contre le Canada en juin 2018.
Avec le FC Sochaux, il joue 17 matchs en Ligue 2 lors de la saison 2017-2018, inscrivant un but.
Avec le FC Saint-Gall, il joue 31 matchs en première division suisse lors de la saison 2018-2019, marquant quatre buts.
Le 22 décembre 2020, il quitte l'Inter Milan et s'engage à partir du 11 janvier 2021 jusqu'en 2023 en faveur de l'Étoile rouge de Belgrade.

## Palmarès
- Inter Milan Primavera
  - Champion d'Italie Primavera en 2017 (it)
  - Vainqueur de la Coupe d'Italie Primavera en 2016 (it)

- Étoile rouge de Belgrade
  - Championnat de Serbie en 2021 et 2022
  - Coupe de Serbie en 2021